# António Carlos Valera
António Carlos Neves de Valera é um arqueólogo português, que se destacou pelos seus trabalhos no Cromeleque dos Perdigões, em Reguengos de Monsaraz.

## Biografia
Exerce como arqueólogo, sendo parte da equipa da empresa ERA Arqueologia. Destacou-se principalmente pelo seu papel na investigação do sítio arqueológico de Perdigões, sendo o director do Núcleo de Investigação Arqueológica da empresa Era Arqueologia, que faz investigações no local desde 1997. Desta forma, é considerado como o principal dinamizador deste importante programa arqueológico, que alcançou um grande relevo a nível nacional e internacional, como parte do estudo da pré-história na região meridional da Península Ibérica. Em Dezembro de 2023, foi condecorado com a Medalha de Mérito Cultural da Câmara Municipal de Reguengos de Monsaraz, pelo seu valioso contributo no estudo do sítio de Perdigões.
Outros trabalhos arqueológicos de António Valera incluem o levantamento de dois sítios no concelho de Fornos de Algodres, em 1986: a Necrópole das Forcadas e a Necrópole de Casal Vasco. Em 2002 foi co-responsável por uma escavação no sítio arquelógico de Porto Torrão, e nesse ano era responsável técnico de um estudo da Era Arqueologia na área do palácio da Bica, em Lisboa, que iria ser convertido num condomínio. Em 2006 esteve envolvido na descoberta de um grande conjunto de cetárias romanas durante as obras de conversão da antiga Casa do Governador da Torre de Belém, em Lisboa, num hotel, e em 2012 foi director científico da escavação num povoado pré-histórico nas imediações do Santuário de Senhora da Alegria, em Almalaguês. Em 2013 fez trabalhos arqueológicos no recinto de fossos de Montoito, e em 2018 foi o coordenador no programa de investigação do Povoado de Santa Vitória, perto de Campo Maior, que continuou em 2019 e 2020.